# مارك أدلر (سياسي)
مارك أدلر هو سياسي كندي، ولد في 17 مارس 1963 في تورونتو في كندا. حزبياً، نشط في حزب المحافظين الكندي. وقد انتخب عضو مجلس العموم الكندي.